# 神徳寺 (那覇市)
神徳寺（しんとくじ）は、沖縄県那覇市にある東寺真言宗の寺院。

## 歴史
1466年（成化2年）、尚徳王の開基である。尚徳王は喜界島に親征し凱旋した後、安里八幡宮の境内に寺を創建し、安里八幡宮の別当寺とした。
当寺の本尊は不動明王である。元々は中城間切津覇（現・沖縄県中頭郡中城村津覇）にあった糸蒲寺（廃寺）の本尊を移したものである。しかし、1685年（康熙24年）に護国寺に移されてしまったため、1701年（康熙40年）に新規に作り直された。
1945年（昭和20年）の沖縄戦で壊滅的打撃を受けた。戦後に再建された。

## 交通アクセス
- 安里駅より徒歩8分。